# Chirita linglingensis
Chirita linglingensis är en tvåhjärtbladig växtart som beskrevs av Wen Tsai Wang. Chirita linglingensis ingår i släktet Chirita och familjen Gesneriaceae. Inga underarter finns listade i Catalogue of Life.